# Lloydia
Genre
Lloydia est un genre de plantes de la famille des Liliacées. Selon Kew Garden World Checklist, Lloydia est synonyme de Gagea.
Le nom Lloydia rend hommage au botaniste Edward Lhuyd.
Lloydia est aussi le nom d'une revue américaine de botanique fondée à Cincinnati en 1938 par la famille Lloyd.

## Liste des espèces
Selon ITIS (13 avril 2021) :
- Lloydia serotina (L.) Salisb. ex Rchb.

Selon NCBI (13 avril 2021) :
- Lloydia ixiolirioides
- Lloydia oxycarpa
- Lloydia tibetica
- Lloydia yunnanensis